# Mongolische Gazelle
Die Mongolische Gazelle oder Mongoleigazelle (Procapra gutturosa) ist eine Art der zentralasiatischen Kurzschwanzgazellen (Procapra) und gehört zur Untergattung Prodorcas. Gelegentlich wird sie auch Dseren genannt. Die beiden anderen Arten der Kurzschwanzgazellen sind die Tibetgazelle (Procapra picticaudata) und die Przewalski-Gazelle (Procapra przewalski).

## Merkmale
Die Mongolische Gazelle gleicht den anderen Arten der Gattung Procapra, ist allerdings etwas größer und gedrungener als diese. Sie erreicht ein Gewicht von 25 bis zu 45 Kilogramm und eine Schulterhöhe von 54 bis 84 Zentimeter. Die Kopf-Rumpf-Länge beträgt 108 bis 160 Zentimeter und die Schwanzlänge 5 bis 12 Zentimeter.
Das Fell dieser Art ist oben blass-orange mit rötlichen Seiten. Im Winter sind die Tiere generell blasser als im Sommer. Wie die anderen beiden Arten auch hat sie eine weiße Unterseite. Die Böcke besitzen einen Kropf und eine ausstülpbare Maulblase, ähnlich wie der Dromedarhengst. Die Hörner, die ebenfalls nur die Böcke aufweisen, sind mit knapp 20 Zentimeter weniger lang als bei anderen Kurzschwanzgazellen und nicht am Ende nach oben oder innen geschwungen wie bei Tibet- oder Przewalskigazellen.

## Verbreitungsgebiet

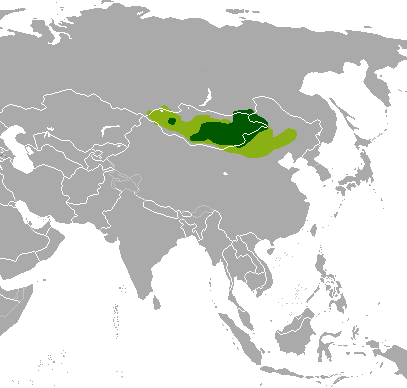
Historisches und heutiges Verbreitungsgebiet

Die Mongoleigazelle ist ein Bewohner der zentralasiatischen Steppengebiete. Ihr Verbreitungsgebiet erstreckte sich noch zu Anfang des 20. Jahrhunderts vom Irtysch-Tal in Nordostkasachstan ostwärts über die meisten Gebiete der Mongolei und über acht Provinzen Nordchinas (Xinjiang, Gansu, Ningxia, Hebei, Shaanxi, Innere Mongolei, Heilongjiang und Jilin) bis in die Ebenen von Peking. Im Gebiet des heutigen Russland gab es ursprünglich drei Vorkommen, alle im Grenzgebiet zur Mongolei. Eines in der Tschuja-Steppe der Kosch-Agatsch-Region im Altai, ein weiteres im Südteil der autonomen Provinz Tuwa südlich des Tannu-ola-Gebirges und ein drittes im südöstlichen Steppen Transbaikaliens zwischen den Flüssen Onon und Argun. Hier erreichten sie 50 Grad nördlicher Breite. Heute kommen sie in Russland nur noch im letzten der drei Gebiete vor, wo sie sich im Bereich des Daurischen Naturreservates in den letzten Jahren vermehren konnten. Seit 1950 ist die Art südlich der Chinesischen Mauer ausgestorben und die letzten Vorkommen in Kasachstan sind ebenfalls erloschen. In China leben die Tiere heute nur noch in der Inneren Mongolei, in einem schmalen Streifen an der Grenze zur Mongolei. Im größten Teil des früheren mongolischen Verbreitungsgebietes sind sie ebenfalls ausgestorben. Man findet sie fast nur noch in den östlichen Provinzen Dornod, Süchbaatar, Chentii, Dorno-Gobi (Ost-Gobi) und Ömnö-Gobi (Süd-Gobi); kleine Restpopulationen halten sich darüber hinaus noch in  Dund-Gobi (Mittel-Gobi), Öwörchangai, Bajanchongor, Gobi-Altai und Dsawchan von 42 Grad 30’ bis 50 Grad 20’ N und 92 Grad 00’ bis 119 Grad 00’.

## Lebensweise
Die Mongoleigazelle bewohnt typischerweise Ebenen oder leicht hügeliges Gelände in trockenen Steppenklimaten und Halbwüsten. Im Winter scheinen die Tiere vorwiegend tagaktiv zu sein, während sie im Sommer die Dämmerung bevorzugen. Auf der Suche nach Steppengräsern bewegen sich die Herden über große Distanzen und allein die saisonalen Weidegebiete können hunderte von Quadratkilometern umfassen. Zwischen diesen Weidegründen unternehmen die Herden darüber hinaus jedes Jahr im Frühling und Herbst weite Wanderungen, die oft hunderte von Kilometern betragen. Die Wege richten sich dabei nach den Wetterbedingungen und dem Nahrungsangebot. Ein weibliches Individuum, ausgestattet mit einem GPS-Sender Ende 2014, legte dabei innerhalb von fünf Jahren bis zu 18.000 Kilometer zurück. Es bewegte sich dabei nicht nur in seinem Heimatgebiet fort, sondern drang auch in ihm unvertrautes Gelände vor. Allein zwischen März und Dezember 2016 bewältigte das Tier in einer Südwärtswanderung eine Distanz von 3400 Kilometern.
Mongoleigazellen bilden im Sommer meist Herden aus 20–30 und im Winter Herden aus etwa 100 Individuen. Während der Wanderungen und an günstigen Wintereinständen kann man aber auch auf Ansammlungen treffen, die aus tausenden von Tieren bestehen.
Die trächtigen Weibchen sondern sich im Sommer oft in Gruppen von den Herden ab und kehren nach kurzer Zeit mit ihren Kitzen in die gemischten Verbände zurück. Die Paarungszeit fällt in den Spätherbst und Winter. Dann schwillt den Böcken die Kehle an und sie streiten um paarungswillige Weibchen. Nach einer Tragzeit von 186 Tagen wird ein einziges Kitz geworfen.
Die Nahrung besteht vor allem aus Gräsern und wird durch andere Steppenpflanzen ergänzt.

## Evolution und Systematik
Durch die Lebensweise im Hochgebirgsplateau und die dortigen klimatischen Verhältnisse liegen für die Arten der Kurzschwanzgazellen nur sehr wenige Fossilnachweise vor. Arten der Gattung Procapra sind frühestens im Pliozän oder frühen Pleistozän vor 2 bis 3 Millionen Jahren nachgewiesen, während antilopenartige Arten bereits für das Miozän vor 13 bis 15 Millionen Jahren dokumentiert sind. Der Ursprung der Kurzschwanzgazellen wurde bei anderen gazellenartigen Antilopen vermutet, als potenzielle Ahnen wurden dabei Gazella sinensis aus dem späten Pliozän und Gazella paragutturosa aus dem frühen Pleistozän vermutet. Über Isotopenuntersuchungen in Fossilien und im Vergleich zu heute lebenden Tieren des tibetanischen Hochlands wurde festgestellt, dass das Klima und die Witterungsverhältnisse vor 2 bis 3 Millionen Jahren in diesem Gebiet deutlich milder und die Diversität der Lebensräume zugleich vielfältiger waren als dies aktuell der Fall ist, wodurch eine Artenbildung unter anderem bei den Kurzschwanzgazellen ermöglicht wurde.
Die wissenschaftliche Erstbeschreibung der Mongolischen Gazelle stammt von Reginald Innes Pocock aus dem Jahr 1912, die Gattung Procapra wurde von Hodgson im Jahr 1846 beschrieben. Die Namensgebung der Gattung Procapra leitet sich von der griechisch-lateinischen Vorsilbe „pro“ (προ) für „vor“ und der Bezeichnung „capra“ für Ziegen ab. Neben der Nominatform werden keine weiteren Unterarten unterschieden.
Die Mongolische Gazelle wird heute gemeinsam mit der Przewalski-Gazelle und der Tibetgazelle zur Gattung der Kurzschwanzgazellen (Procapra) gestellt, wurde jedoch häufig mit anderen Gazellen in der Gattung Gazella zusammengefasst. Molekularbiologische Untersuchungen bestätigten die Monophylie der Gattung Procapra und stellten sie den anderen Gattungen der als Tribus definierten Antilopini gegenüber. Dabei wurden die Przewalski-Gazelle und die Mongolische Gazelle als näher miteinander verwandt erkannt und der Tibetgazelle als Schwestergruppe gegenübergestellt. In einer weiteren Studie wurde die Gattung Procapra, vertreten durch die Mongolische Gazelle, als eine der basalsten Gruppen der Gazellenartigen (Antilopini) eingeordnet.

## Bestand
In den 1940er Jahren gab es Schätzungen zufolge noch ca. 1,5 Millionen Mongoleigazellen und jährlich wurden 100 000 ihres Fleisches, ihrer Hörner und ihrer Haut wegen erlegt. Durch starke Bejagung verschwand sie aus den meisten Gebieten der westlichen und zentralen Mongolei. In Kasachstan, Tuwa und der Chuya-Steppe ist sie heute völlig ausgestorben. Nach Transbaikalien in Südsibirien wandern im Winter gelegentlich kleine Gruppen aus der angrenzenden Mongolei in die Steppen zwischen Onon und Arguni. 1993 wurde ihr Bestand auf 300.000 Tiere in der östlichen Mongolei und etwas weniger in den angrenzenden Teilen Chinas geschätzt. Nach anderen Quellen sollen im Jahr 1996 bzw. 2000 allein in der Mongolei die Bestände auf etwa 2 Millionen Tiere geschätzt worden sein.
Die International Union for Conservation of Nature and Natural Resources (IUCN) stuft die Art aufgrund des großen Verbreitungsgebietes und der angenommen großen Bestände als nicht gefährdet (least concern) ein. Gefährdungen gehen vor allem durch die unkontrollierte und illegale Jagd neben der erlaubten Jagd zurück.

## Belege
1. ↑  
John McKinnon: Mongolian Gazelle. In: Andrew T. Smith, Yan Xie: A Guide to the Mammals of China. Princeton University Press, 2008; S. 470. ISBN 978-0-691-09984-2.
2. ↑  

Nandintsetseg Dejid, Kirk Olson, Theresa S. M. Stratmann, Thomas Mueller: A gazelle’s extraordinary, 18,000-km-long journey throughthe steppes of Mongolia. Ecology, 2022, S. e3660, doi:10.1002/ecy.3660.
3. 1 2 3  David M. Leslie Jr.: Procapra picticaudata (Artiodactyla: Bovidae). Mammalian Species 42 (861), 2010, S. 138–148, doi:10.1644/861.1
4. 1 2 3  
Runhua Lei, Zhigang Jiang, Zhiang Hu, Wenlong Yang: Phylogenetic relationships of Chinese antelopes (subfamily Antilopinae) based on mitochondrial ribosomal RNA gene sequences. Journal of Zoology, London 261, 2003; S. 227–237 (doi:10.1017/S0952836903004163).
5. 1 2  
Don E. Wilson, DeeAnn M. Reeder (Hrsg.): Procapra gutturosa. in Mammal Species of the World. A Taxonomic and Geographic Reference (3rd ed).
6. ↑  
Maria V. Kuznetsova, Marina V. Kholodova: Molecular Support for the Placement of Saiga and Procapra in Antilopinae (Artiodactyla, Bovidae).
Journal of Mammalian Evolution 9 (4), 2002; S. 271–280 (doi:10.1023/A:1023973929597).
7. ↑  CMS: Proposal for inclusion of species on the appendices of the Convention on the Conservation of Migratory Species of wild animals. 2016 (), S. 2.
8. ↑  Procapra gutturosa in der Roten Liste gefährdeter Arten der IUCN 2012. Eingestellt von: D.P. Mallon, 2008. Abgerufen am 2. Juli 2013.